# Sigamary Diarra
Sigamary Diarra (Villepinte, 1984. január 10. –) mali válogatott labdarúgó, jelenleg a Valenciennes játékosa.